# Indien (constellation)
Indus
Pour les articles homonymes, voir Indien, Indus (homonymie) et Ind.
L'Indien est une constellation de l'hémisphère sud. La région qu'elle couvre, proche du pôle sud céleste, est relativement pauvre en étoiles et peu sont visibles à l'œil nu.

## Histoire
L'Indien est une constellation vraisemblablement inventée par les navigateurs néerlandais Pieter Dirkszoon Keyser et Frederick de Houtman à la fin du XVIe siècle et introduite par Johann Bayer dans son Uranometria en 1603.
Elle est supposée représenter un Indien d'Amérique, que Bayer voulait honorer d'une place sur la voûte céleste.
L'astronome Julius Schiller combina l'Indien et le Paon afin de former une constellation qu'il nomma d'après le personnage biblique Job. Cette constellation — comme toutes les autres créations religieuses de Schiller — ne rencontra pas de succès à long terme.

## Observation des étoiles

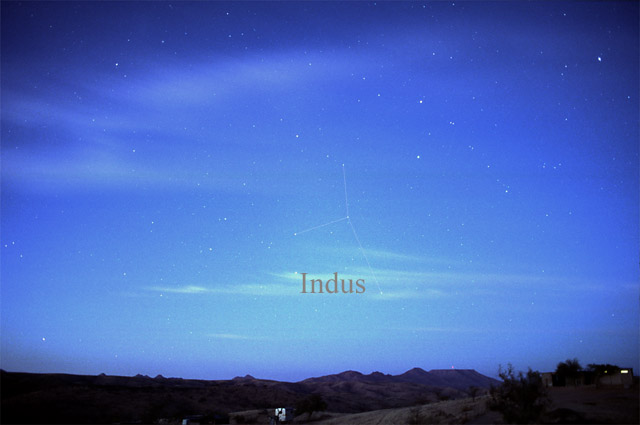
Constellation de l'Indien.

Visibilité nocturne de la constellation.

Cette constellation est faiblement visible, et ne présente pas de forme très suggestive.

### Localisation de la constellation
Partant des deux étoiles les plus brillantes de la Grue, on tombe à ~12° vers l'ouest sur α de l'Indien, l'étoile la plus brillante de la constellation (Mag 3). L'étoile brillante à ~10° au Sud de α Ind est α Pav, à l'extrême limite du Paon. L'Indien se glisse entre la Grue et le Toucan à l'est, et le Paon à l'ouest, sans étoile très visible.

## Étoiles principales

### α Indi
L'étoile la plus brillante de la constellation, α Indi, de magnitude apparente 3,11, est une étoile géante ou sous-géante de type spectral K0III-IV. Située à 98 années-lumière du système solaire, elle est une dizaine de fois plus grande que le Soleil.

### Autres étoiles
ε Indi est la 19e étoile la plus proche du Soleil, à 11,82 années-lumière de nous.
δ Indi et θ Indi sont des étoiles doubles.

## Objets célestes

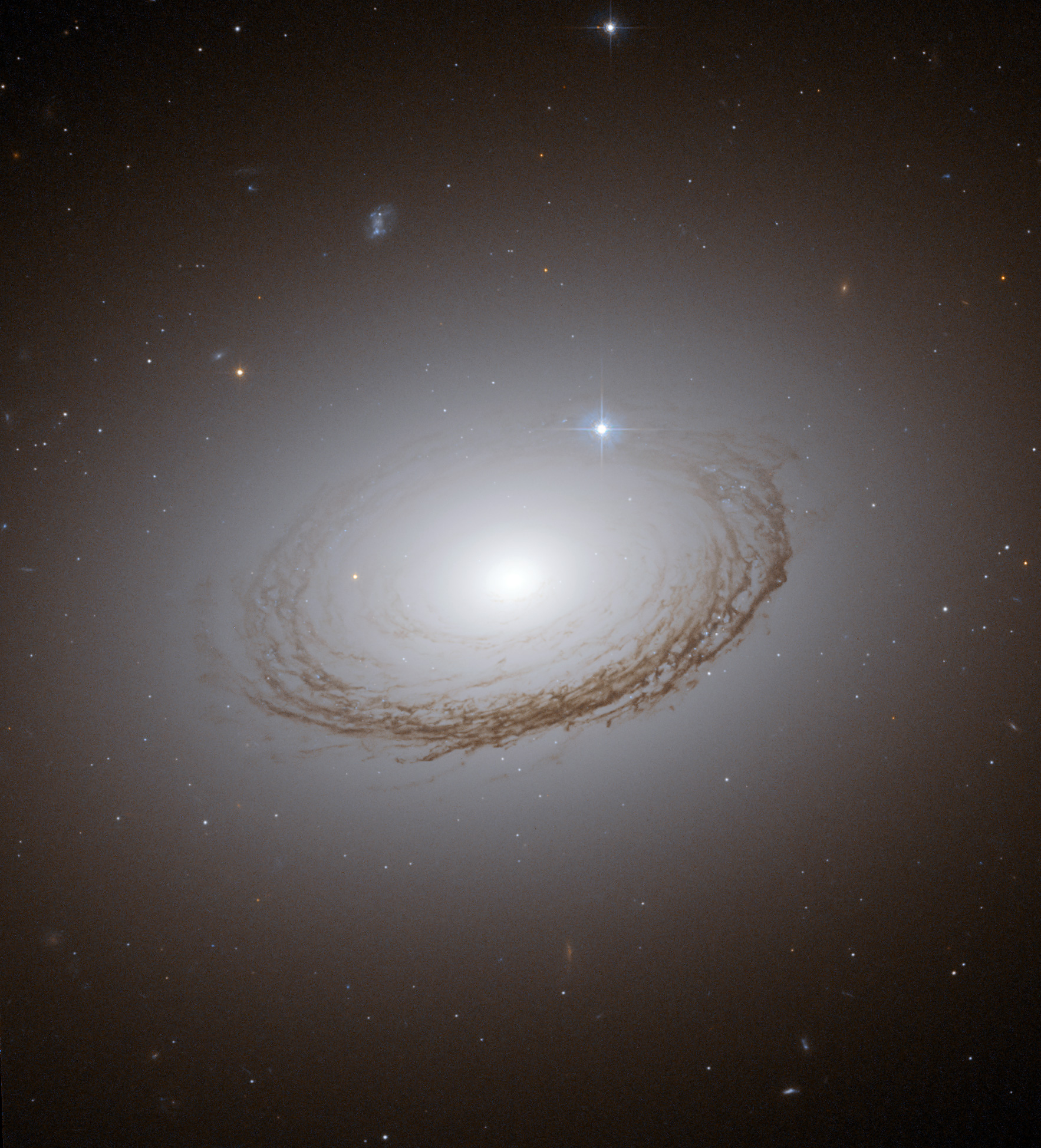
La galaxie lenticulaire NGC 7049 dans la constellation de l'Indien.

La constellation de l'Indien héberge quelques galaxies, malheureusement hors de portée sans un instrument optique adapté. La plus brillante d'entre elles, IC 5152, est une petite galaxie irrégulière relativement rapprochée du groupe local. Avec une magnitude apparente égale à 10,5, son observation nécessite un télescope d'au moins 150 mm. S'y trouve également les galaxies NGC 7038, NGC 7049 et NGC 7090.
Une partie du superamas Paon-Indien se trouve dans cette constellation.